# Jean Brun (Radsportler, 1937)
Jean Brun (* 6. Dezember 1937 in Zürich) ist ein ehemaliger Radrennfahrer aus der Schweiz und Schweizer Meister im Radsport.

## Sportliche Laufbahn
Brun begann 1954 mit dem Radsport. Mit dem Sieg beim Rennen Rund um die Rigi 1959 schaffte er die Qualifikation in die damalige A-Klasse der Amateure in der Schweiz. Ein Jahr später wurde er Schweizer Meister in der Mannschaftsverfolgung auf der Bahn mit seinem Verein RV Zürich (u. a. mit Werner Rezzonico). Diesen Titel konnte er mit seinem Vierer 1960, 1961 und 1962 verteidigen. Er bestritt in dieser Zeit überwiegend Bahnrennen in der Schweiz und dem benachbarten Ausland. 1962 startete er bei den UCI-Bahn-Weltmeisterschaften in der Mannschaftsverfolgung. 1963 zog er sich aus beruflichen Gründen aus dem Radsport zurück.
Mit dem gleichnamigen Berufsfahrer Jean Brun (1926–1993) ist er nicht verwandt.